# Costișa (okręg Neamț)
Costișa – wieś w Rumunii, w okręgu Neamț, w gminie Costișa. W 2011 roku liczyła 1336 mieszkańców.